# 犬甘政徳
犬甘 政徳（いぬかい まさのり）は、戦国時代の武将。信濃小笠原氏の家臣。信濃国安曇郡犬甘城主。

## 略歴
犬甘氏は大伴氏流とも伝えられる。
信濃の戦国大名・小笠原氏に家老として仕え、林城の西方を守る支城の一つ・犬甘城を領有した。天文17年（1548年）、小笠原長時が塩尻峠の戦いで武田信玄に惨敗し、林城へ退却した際、多くの家臣が甲斐武田氏に降伏する中で平瀬義兼・二木重高らと共に小笠原氏に忠節を尽くした。
同19年（1550年）、長時が林城を捨てて平瀬城に移り、後に葛尾城の村上義清を頼ると、林城の支城は次々と武田方の手に落ちたが、犬甘城と平瀬城は武田氏に対して頑強に抵抗した。しかし、1月も経たないうちに犬甘城は落城した。この後、政徳は平瀬城主・平瀬義兼を頼り、同年に村上義清が砥石城の合戦で武田氏に大勝すると、長時も平瀬城に入った。その後、小笠原氏は武田氏に敗北し、越後国の長尾氏を頼ることとなるが、犬甘氏が小笠原氏に付き従っていた記録は残るものの、政徳自身の記録はない。

## 犬甘城落城
伝承によると、犬甘城のすぐ南にある深志城代となっていた馬場信春が、物見のために苅谷原崎（深志城・犬甘城の北方）まで出てきたところを、村上義清の援軍と勘違いして政徳以下数騎で近寄ってしまい、包囲されて犬甘城に戻ることが出来ずに二木氏の下へ逃亡し、城主不在となった犬甘城は武田氏の攻撃を受けて落城したとされる。